# ركنر فرش

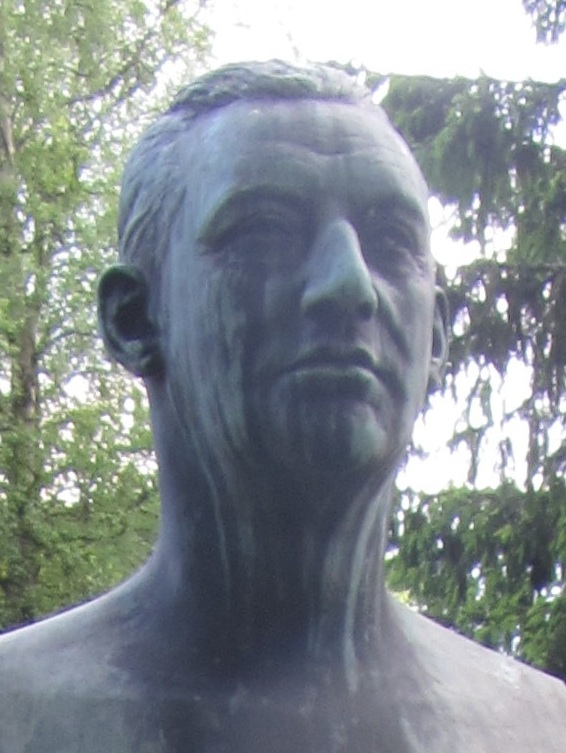
والد ركنر فريش ، أنتون فريش

ركنر أنطن كتل فرش (Ragnar Anton Kittil Frisch وهذه تلفظ ‎[frɪʃ]‏)، ولد في أوسلو في 3 مارس 1895 وتوفي في 31 يناير 1973 وقد كان اقتصاديا نرويجيا. حاز على شهادته في الاقتصاد من جامعة أوسلو في عام 1919 ودرس في باريس ولندن فبل أن يحصل على شهادة الدكتوراه في الإحصاء الرياضي عام 1925, وعين في نفس العام كأستاذ مساعد في جامعة أوسلو، وأستاذ مشارك عام 1928 ثم عين بشكل كامل عام 1931 وأوجد مؤسسة روكفلر للاقتصاد في جامعة أوسلو عام 1932.
فاز عام 1969 بجائزة نوبل في الاقتصاد بالاشتراك مع جان تنبرجن ذلك لتحليل العملية الاقتصادية وتطوير نماذج اقتصادية ديناميكية.
يعد ركنر جد المذيعة التلفزيونبة نادية الحسناوي من جهة أمها.

## روابط خارجية
- ركنر فرش على موقع الموسوعة البريطانية (الإنجليزية)
- ركنر فرش على موقع مونزينجر (الألمانية)
- ركنر فرش على موقع إن إن دي بي (الإنجليزية)